# 日本大学松戸歯学部附属歯科衛生専門学校
日本大学松戸歯学部附属歯科衛生専門学校(にほんだいがくまつどしがくぶふぞくしかえいせいせんもんがっこう)は、千葉県松戸市にある日本大学松戸歯学部附属の歯科衛生士の養成を目的とした専修学校。

## 沿革
- 1974年（昭和49年） - 日本大学松戸歯科大学附属歯科衛生専門学校として開校。
- 1976年（昭和51年） - 日本大学松戸歯学部附属歯科衛生専門学校に改称し、専門課程設置認可。
- 1977年（昭和52年） - 現在地に移転。
- 2022年（令和4年） - 学生募集停止[1]。
- 2025年（令和7年） - 閉校。

## 学科

### 歯科衛生士学科
- 歯科衛生士法に基づき、歯科疾患の予防および口腔衛生の向上を図るうえで重要な役割を担っている。 歯科衛生士養成のため、必要とされる知識に裏付けされた手技の習熟を目指している。 また健康な人の予防処置、口腔疾患を有する人および病める人を対象に業務を行う歯科医療技術者の養成を目的としている。

## 交通アクセス
- 京成バス「日大歯科病院」または「日大病院入口」より徒歩5分[2]。